# Tasmanoonops mysticus
Tasmanoonops mysticus är en spindelart som beskrevs av Forster och Norman I. Platnick 1985. Tasmanoonops mysticus ingår i släktet Tasmanoonops och familjen Orsolobidae.
Artens utbredningsområde är New South Wales. Inga underarter finns listade i Catalogue of Life.